# 安藤定実 (戦国時代)
安藤 定実（あんどう さだざね）は、戦国時代から江戸時代前期にかけての武将。稲津甚左衛門とも。
丹波国桑田郡小口村の人物。伏見宮邦輔親王の孫とされる。

## 概要
丹波国桑田郡小口村（現在の京都府亀山市）の領主であり、南隣の出雲村に城砦を築いた。
天正7年（1579年）には、織田信長の命を受けた明智光秀に攻められ、城を捨てて逃げた。のち小口村に帰り、慶長10年（1605年）に死去した。